# Agapio I de Córdoba
Agapio fue obispo de Córdoba a finales del siglo VI.

## Biografía
Procedente de la milicia secular, debió ser consagrado durante el reinado de Leovigildo, pues en las actas del III Concilio de Toledo celebrado el año 589 suscribió en el 29º lugar precediendo a otros 33 obispos, lo que le supone una cierta antigüedad en la diócesis. 
Participó también en el concilio I de Sevilla que el metropolitano Leandro presidió el año siguiente; se desconoce la fecha de su muerte, que debió ocurrir poco después. 
Sus orígenes militares pudieron ser la causa de su desconocimiento de los usos eclesiásticos, o al menos así lo expresó el concilio II de Sevilla convocado por San Isidoro el año 619, haciendo referencia a que durante su episcopado autorizó a los presbíteros la erección de altares y la consagración de iglesias, lo cual era competencia de los obispos.
Algunos autores lo mencionan erróneamente como monje benedictino, le atribuyen el descubrimiento del cuerpo de San Zoilo o le suponen ser el destinatario de las cartas del conde Búlgar, equivocándole con Agapio II, obispo de Córdoba hacia los años 614-618.